# Bilindustri
Bilindustri består af en bred række virksomheder og organisationer, der er involveret i design, udvikling, fabrikation, markedsføring og salg af motorkøretøjer. De største virksomheder i bilindustrien er Volkswagen AG og Toyota Motor.

## Historie
Bilindustrien begyndte i 1860'erne og USA var i mange årtier markedsledende. I 1929 var der 32.028.500 automobiler i verden og over 90 % var produceret i USA. Den ledende position holdt indtil 1980, hvor Japan nu var det land, der producerede flest motorkøretøjer. Siden 2009 har Kina fremstillet flest motorkøretøjer. I 2012 producerede Kina 19,3 mio. motorkøretøjer.